# Rotorua
Rotorua (pronunciado [ˌɾɔtɔˈɾʉa], del maorí: Te Rotorua-nui-a-Kahumatamomoe ‘el segundo gran lago de Kahumatamomoe’) es una ciudad en la orilla sur del lago del mismo nombre, en Bay of Plenty, en la Isla Norte de Nueva Zelanda. Es la sede del Distrito de Rotorua, una autoridad territorial que abarca Rotorua y varios otros pueblos cercanos. La mayor parte del distrito de Rotorua se encuentra en Bay of Plenty, excepto una sección meridional de tamaño considerable y una pequeña sección occidental que se encuentran en la región de Waikato. Rotorua se encuentra en el corazón de la Isla Norte, a solo 60 kilómetros al sur de Tauranga, a 80 kilómetros al norte de Taupo, 105 kilómetros al este de Hamilton, y 230 kilómetros al sureste de la ciudad más poblada del país, Auckland.
Rotorua tiene una población estimada de 56 200 habitantes, por lo que es la décima mayor área urbana del país. El Distrito de Rotorua tiene una población total estimada de 68 600 habitantes, de los cuales 3600 viven en la región de Waikato.
Rotorua es un importante destino para los turistas nacionales como internacionales; la industria del turismo es con mucho, la mayor industria en la zona. Es conocida por su actividad geotérmica, y cuenta con géiseres -es notable el géiser Pohutu en Whakarewarewa- y piscinas de lodo caliente. Esta actividad termal proviene de la caldera de Rotorua, en la que se encuentra la ciudad. Rotorua es la sede del Instituto de Tecnología de Waiariki.
Los lagos de Rotorua son una colección de muchos lagos que rodean Rotorua.

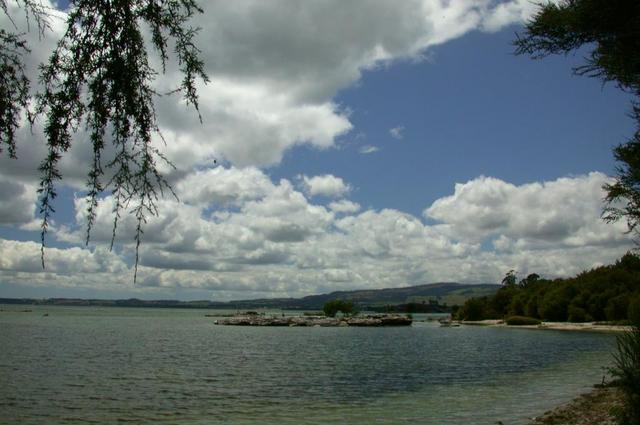
Lago Rotorua

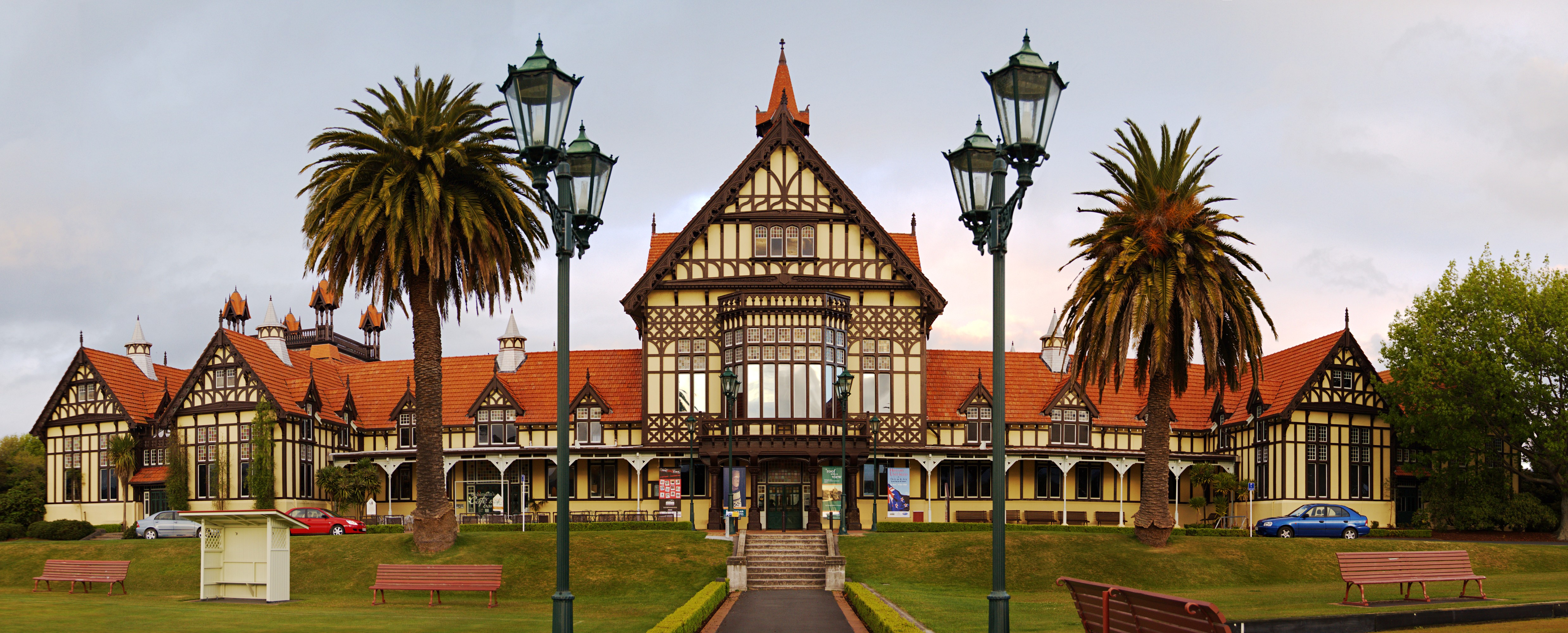
Museo de Rotorua

La población es mayoritariamente nativa (maorí).

## Historia
El nombre Rotorua proviene probablemente del maorí, siendo el nombre completo Te Rotorua -nui-a-Kahumatamomoe; roto significa lago y rua dos, significando así "Segundo lago". Kahumatamomoe era el tío del jefe maorí Ihenga, el explorador ancestral de Te Arawa. Fue el segundo mayor lago que el jefe descubrió y lo dedicó a su tío. Es el mayor de una multitud encontrado al noreste, todos conectados con la Caldera Rotorua y el cercano Monte Tarawera. El nombre también puede significar el "lago del cráter", igualmente apropiado.
La zona fue poblada inicialmente por los maoríes de la iwi de Te Arawa. El primer europeo en llegar allí fue probablemente Phillip Tapsell partiendo de Bay of Plenty en la costa Maketu desde 1828. Más tarde se casó en Te Arawa y quedó muy bien considerado entre ellos. Los misioneros Henry Williams y Thomas Chapman lo visitaron en 1831. y Chapman y su esposa establecieron una misión en Te Koutu en 1835. Fue abandonado en un año, pero Thomas Chapman regresó en 1838 y estableció una segunda misión en Mokoia Island.
El lago era un lugar prominente de escaramuzas durante las guerras de Nueva Zelanda en la década de 1860. Un "distrito especial de la ciudad" se creó en 1860 con el fin de promover el potencial de Rotorua como un destino de spa. La ciudad fue conectada a Auckland con la apertura de la vía férrea Rotorua Rama y el comienzo del tren Rotorua Express en 1894, lo que significa un rápido crecimiento de la ciudad y el turismo. Rotorua se estableció como municipio en 1922, eligió a su primer alcalde en 1923, y fue declarada ciudad en el año 1962 antes de convertirse en un distrito en 1979.

## Clima
| Parámetros climáticos promedio de Rotorua (normales 1981–2010) | Parámetros climáticos promedio de Rotorua (normales 1981–2010) | Parámetros climáticos promedio de Rotorua (normales 1981–2010) | Parámetros climáticos promedio de Rotorua (normales 1981–2010) | Parámetros climáticos promedio de Rotorua (normales 1981–2010) | Parámetros climáticos promedio de Rotorua (normales 1981–2010) | Parámetros climáticos promedio de Rotorua (normales 1981–2010) | Parámetros climáticos promedio de Rotorua (normales 1981–2010) | Parámetros climáticos promedio de Rotorua (normales 1981–2010) | Parámetros climáticos promedio de Rotorua (normales 1981–2010) | Parámetros climáticos promedio de Rotorua (normales 1981–2010) | Parámetros climáticos promedio de Rotorua (normales 1981–2010) | Parámetros climáticos promedio de Rotorua (normales 1981–2010) | Parámetros climáticos promedio de Rotorua (normales 1981–2010) |
| Mes                                                            | Ene.                                                           | Feb.                                                           | Mar.                                                           | Abr.                                                           | May.                                                           | Jun.                                                           | Jul.                                                           | Ago.                                                           | Sep.                                                           | Oct.                                                           | Nov.                                                           | Dic.                                                           | Anual                                                          |
| -------------------------------------------------------------- | -------------------------------------------------------------- | -------------------------------------------------------------- | -------------------------------------------------------------- | -------------------------------------------------------------- | -------------------------------------------------------------- | -------------------------------------------------------------- | -------------------------------------------------------------- | -------------------------------------------------------------- | -------------------------------------------------------------- | -------------------------------------------------------------- | -------------------------------------------------------------- | -------------------------------------------------------------- | -------------------------------------------------------------- |
| Temp. máx. media (°C)                                          | 22.8                                                           | 22.9                                                           | 20.9                                                           | 18.0                                                           | 15.1                                                           | 12.6                                                           | 12.0                                                           | 12.8                                                           | 14.6                                                           | 16.4                                                           | 18.6                                                           | 20.8                                                           | 17.3                                                           |
| Temp. media (°C)                                               | 17.7                                                           | 17.9                                                           | 16.0                                                           | 13.3                                                           | 10.7                                                           | 8.5                                                            | 7.8                                                            | 8.4                                                            | 10.2                                                           | 12.0                                                           | 13.9                                                           | 16.2                                                           | 12.7                                                           |
| Temp. mín. media (°C)                                          | 12.6                                                           | 13.0                                                           | 11.1                                                           | 8.5                                                            | 6.3                                                            | 4.3                                                            | 3.5                                                            | 4.1                                                            | 5.8                                                            | 7.6                                                            | 9.2                                                            | 11.5                                                           | 8.1                                                            |
| Precipitación total (mm)                                       | 92.7                                                           | 93.9                                                           | 99.2                                                           | 107.2                                                          | 116.9                                                          | 136.1                                                          | 134.5                                                          | 131.4                                                          | 109.3                                                          | 112.3                                                          | 93.8                                                           | 114.2                                                          | 1341.8                                                         |
| Días de precipitaciones (≥ 1.0 mm)                             | 8.2                                                            | 7.4                                                            | 8.5                                                            | 8.2                                                            | 9.5                                                            | 11.2                                                           | 11.0                                                           | 11.6                                                           | 11.3                                                           | 10.9                                                           | 9.4                                                            | 10.0                                                           | 117.0                                                          |
| Horas de sol                                                   | 242.9                                                          | 205.9                                                          | 199.7                                                          | 170.5                                                          | 145.1                                                          | 119.1                                                          | 130.7                                                          | 152.1                                                          | 155.1                                                          | 190.8                                                          | 200.1                                                          | 215.8                                                          | 2127.8                                                         |
| Humedad relativa (%)                                           | 78.8                                                           | 81.4                                                           | 81.5                                                           | 83.4                                                           | 87.1                                                           | 87.5                                                           | 87.3                                                           | 85.9                                                           | 81.6                                                           | 79.7                                                           | 77.2                                                           | 78.9                                                           | 82.5                                                           |
| Fuente: NIWA Climate Data                                      |                                                                |                                                                |                                                                |                                                                |                                                                |                                                                |                                                                |                                                                |                                                                |                                                                |                                                                |                                                                |                                                                |

## Ciudades hermanas
- Beppu, Japón
- Klamath Falls, Oregón, Estados Unidos
- Lake Macquarie, Australia
- Wuzhong, China